# Rostkovia
Rostkovia là một chi thực vật thuộc họ Juncaceae. Chi này có các loài sau (tuy nhiên danh sách này có thể chưa đủ):
- Rostkovia tristanensis, Christoph.